# Francesco Fabbri (pittore)
Francesco Fabbri (Pieve di Cento, 1876 – Pieve di Cento, 1962) è stato un pittore italiano.

## Famiglia
Era il fratello maggiore di Remo Fabbri (1876-1962) e cugino di Giuseppe Fabbri entrambi di Pieve di Cento.

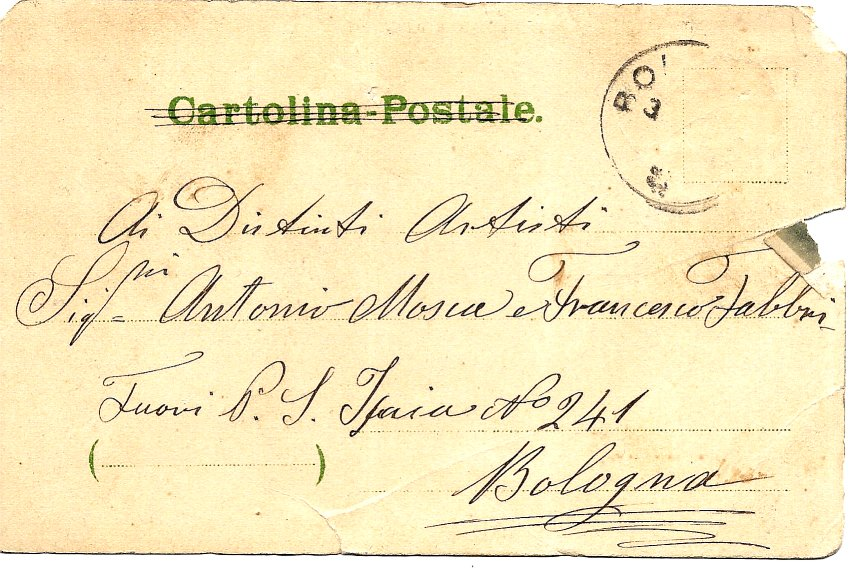

## Attività
È stato un pittore e decoratore molto apprezzato al suo tempo ma di cui non si hanno notizie sulla sua attività se non che fu il primo maestro del fratello minore Remo che aderirà al movimento futurista e che collaborò nel 1900 con il pittore Cesare Mauro Trebbi (1847-1931) e con l'amico Antonio Mosca (1870-1951) alla decorazione del catino della cupola della chiesa parrocchiale di San Pietro di Castello d'Argile.
Francesco Fabbri muore a Pieve di Cento nel 1962.